# Ven a mi casa esta Navidad
Ven a mi casa esta Navidad es una película de comedia dramática argentina de 2023 dirigida y escrita por Sabrina Campos. Está protagonizada por Leonora Balcarce, Manuel Callau, Marita Ballesteros, Claudia Cantero, Mara Bestelli y Gabriel Fernández. La película se estrenó el 7 de diciembre de 2023 en las salas de cines de Argentina.

## Sinopsis
Inés, que recienteme quedó desempleada, es invitada por su hermano a pasar la fiesta navideña con la familia de su esposa, quienes no la conocen y comienzan a abrumarla con preguntas incómodas sobre varios aspectos de su vida relacionado con lo laboral y amoroso.

## Elenco
- Leonora Balcarce como Inés
- Manuel Callau como José
- Marita Ballesteros como Lidia
- Claudia Cantero como Mónica
- Mara Bestelli como Silvia
- Gabriel Fernández como Miguel
- Bárbara Massó como Laura
- Guido Losantos como Juani
- Isabela Terán como Anita
- Valentín Wein como Fran
- Alicia Labraga como Ester

## Recepción

### Comentarios de la crítica
La película recibió críticas mixtas a positivas por parte de los críticos. Milagros Amondaray de La Nación calificó al filme como «regular» aludiendo que «a pesar de que encontramos secuencias intimistas muy logradas, la ópera prima de Campos corre el riesgo de perderse dentro de producciones afines que registran a una mujer en crisis a quien nadie parece entender, ver, o bien apoyar con la empatía que necesita». Victoriano Suárez Álamo de Canarias7 otorgó a la película una reseña positiva escribiendo que se trata de una propuesta «interesante y entretenida», como así también un reto en el cual la directora «sale más que airosa».

### Premios y nominaciones
| Lista de premios y nominaciones | Lista de premios y nominaciones                              | Lista de premios y nominaciones    | Lista de premios y nominaciones | Lista de premios y nominaciones | Lista de premios y nominaciones |
| Año                             | Organización                                                 | Categoría                          | Nominado/a(s)                   | Resultado                       | Ref(s)                          |
| ------------------------------- | ------------------------------------------------------------ | ---------------------------------- | ------------------------------- | ------------------------------- | ------------------------------- |
| 2024                            | Festival Internacional de Cine de Las Palmas de Gran Canaria | Mejor largometraje                 | Ven a mi casa esta Navidad      | Participación                   | [ 6 ]                           |
| 2024                            | Premios Sur                                                  | Mejor ópera prima                  | Ven a mi casa esta Navidad      | Nominado                        | [ 7 ]                           |
| 2024                            | Premios Sur                                                  | Mejor diseño de vestuario          | Mariana Seropian                | Nominada                        | [ 7 ]                           |
| 2024                            | Premios Sur                                                  | Mejor maquillaje y caracterización | Néstor Burgos                   | Nominado                        | [ 7 ]                           |
| 2024                            | Premios Martín Fierro de Cine y Series                       | Mejor ópera prima                  | Ven a mi casa esta Navidad      | Nominado                        | [ 8 ]                           |